# Janie Coetzer
Pour les articles homonymes, voir Coetzer.
Janie Coetzer, née en 2001, est une nageuse sud-africaine.

## Carrière
Janie Coetzer est médaillée d'or des relais 4 x 100 mètres nage libre et 4 x 200 mètres nage libre, médaillée d'argent du relais 4 x 100 mètres nage libre mixte et médaillée de bronze des 200 et 800 mètres nage libre aux Championnats d'Afrique de natation 2018 à Alger.